# 263e division d'infanterie
Pour les articles homonymes, voir 263e division.
La  263e division d'infanterie (en allemand : 263. Infanterie-Division ou 263. ID) est une des divisions d'infanterie de l'armée allemande (Wehrmacht) durant la Seconde Guerre mondiale.

## Historique
La 263. Infanterie-Division est formée le 26 août 1939 avec du personnel d'unité de réserve dans le Wehrkreis XII à Idar-Oberstein en tant qu'élément de la 4. Welle (4e vague de mobilisation).
Elle part aux opérations sur le Front de l'Ouest, avançant à partir de l'Eifel à travers la Belgique avec la 4. Armee, puis en France en juin 1940 avec la 6. Armee descendant jusqu'à Bordeaux avec la 7. Armee où elle reste jusqu'en avril 1941 avant d'être mise en réserve en Pologne.
En juin 1941, elle participe à l'opération Barbarossa au sein de l'Heeresgruppe Mitte dans la 4. Armee et combat aux portes de Moscou.
Toute l'année 1942, elle mène des combats défensifs dans les secteurs de Ioukhnov, Spas-Demensk et de Velij jusqu'en août 1943 où elle est transférée dans l'Heeresgruppe Nord dans le secteur de Newel avec la 16. Armee.
Elle prend part à la retraite de Leningrad et à travers les pays baltes pour se retrouver dans la poche de Courlande résistant aux attaques de l'Armée rouge et où elle capitule à la fin de la guerre, le 9 mai 1945.

## Organisation

### Commandants
| Date                                  | Grade           | Commandant          |
| ------------------------------------- | --------------- | ------------------- |
| 1er septembre 1939 - 14 novembre 1940 | Generalleutnant | Franz Karl (en)     |
| 14 novembre 1940 - 24 avril 1942      | Generalleutnant | Ernst Häckel        |
| 24 avril 1942 - 1er avril 1943        | Generalleutnant | Hans Traut          |
| 1er avril 1943 - 21 mai 1944          | Generalleutnant | Werner Richter      |
| 21 mai 1944 - 3 juin 1944             | Generalmajor    | Rudolf Sieckenius   |
| 2 juin 1944 - ?                       | Generalleutnant | Alfred Hemmann (en) |
| ? - 28 avril 1945                     | Generalmajor    | Rudolf Sieckenius   |
| 28 avril 1945 - 8 mai 1945            | Generalleutnant | Rudolf Sieckenius   |

### Officiers d'opérations (Generalstabsoffiziere (Ia))
| Date                                   | Grade               | Commandant             |
| -------------------------------------- | ------------------- | ---------------------- |
| 26 août 1939 - 20 septembre 1940       | Major i.G.          | Hellmuth Laegeler (de) |
| 20 septembre 1940 - 1er septembre 1941 | Major i.G.          | Sartorius              |
| 1er septembre 1941 - 30 janvier 1945   | Oberstleutnant i.G. | Herbert Sulzberger     |
| 30 janvier 1945 - ? 1945               | Major i.G.          | Gerhard Hildebrand     |

## Théâtres d'opérations
- Allemagne : septembre 1939 - mai 1940
- France : mai 1940 - juin 1941
- Front de l'Est, secteur Centre : juin 1941 - août 1943
  - 1941 - 1942 : Opération Barbarossa
    - 22 octobre 1941 au 22 janvier 1942 : Bataille de Moscou
- Front de l'Est, secteur Nord : août 1943 - octobre 1944
- Poche de Courlande : octobre 1944 - mai 1945

## Ordres de bataille
- Infanterie-Regiment 463
- Infanterie-Regiment 483
- Infanterie-Regiment 485
- Artillerie-Regiment 263
  - I. Abteilung
  - II. Abteilung
  - III. Abteilung
  - IV. Abteilung
- Pionier-Bataillon 263
- Feldersatz-Bataillon 263
- Panzerabwehr-Abteilung 263
- Aufklärungs-Abteilung 263
- Divisionseinheiten 263

## Décorations
Des membres de cette division ont été décorés pour leur fait d'armes:
- Agrafe de la liste d'honneur
  - 14
- Insigne du combat rapproché en Or
  - 10
- Croix allemande
  - en Or : 69
  - en Argent : 5
- Croix de chevalier de la Croix de fer
  - 20